# رابن اشتاین کاستل
رابن اشتاین کاستل (آلمانی: Burg Rabenstein)قلعه قدیمی اشرافی قرون وسطایی است که در شهرداری Ahorntal در منطقه فرانوکنین در ایالت بایرن آلمان است.